# S Empat Aek Nabara
S Empat Aek Nabara is een bestuurslaag in het regentschap Labuhan Batu van de provincie Noord-Sumatra, Indonesië. S Empat Aek Nabara telt 342 inwoners (volkstelling 2010).